# 参宿增卅四
獵戶座55，又名BD-07 1187，HD 39291、SAO 132591、HR 2031，是獵戶座的一颗恒星，视星等为5.35，位于銀經212.89，銀緯-16.76，其B1900.0坐标为赤經5h 46m 32.3s，赤緯-7° -16.76′ 41″。